# Dover Seaways
Il Dover Seaways è un traghetto appartenente alla compagnia di navigazione DFDS.

## Servizio
Varato il 24 ottobre 2005 nel cantiere navale Samsung Heavy Industries di Geoje con il nome di Maersk Dover e consegnato il 21 giugno 2006 alla Norfolkline, salpa il giorno stesso da Busan per Dover, dove giunge il 17 luglio.
Il 23 luglio prende servizio nei collegamenti tra Dover e Dunkerque.

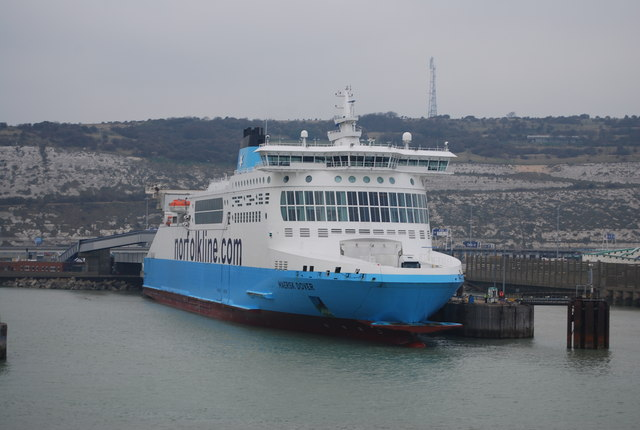
Il Maersk Dover ormeggiato a Dover nel 2010.

Il 12 luglio 2010 Maersk cede la Norfolkline alla DFDS ed il traghetto passa sotto le insegne di quest'ultima, continuando ad operare sulla stessa rotta. 
Il 27 luglio viene ribattezzato Dover Seaways.
Il 9 novembre 2014, poco dopo la partenza da Dover, entra in collisione con la diga foranea dello scalo britannico, subendo ingenti danni al bulbo e alla prua. Successivamente fa ritorno a Dover, dove viene riparato. 
Il 21 novembre torna regolarmente in servizio.
Il 31 marzo 2022 entra in collisione con la banchina di Dunkerque a causa delle condizioni meteo avverse. Riparato, il 5 aprile torna regolarmente in servizio.

## Navi gemelle
- Dunkerque Seaways
- Delft Seaways